# Orani (Filipiny)
Orani, oficjalnie znana jako Gmina Orani (tagalski Bayan ng Orani) – gmina w prowincji Bataan, w Filipinach.

## Geografia
Orani położone jest w północno-wschodniej części prowincji Bataan. Orani leżu 115 kilometrów na północny-wschód od Manilii. Gmina ta graniczy z trzema innymi gminami: od północny z Hermosa, od południa z Samal, od zachodu z Dinalupihan, a od wschodu z zatoką Manilską.
Jak podaje Filipiński Urząd Statystyczny (ang. Philippine Statistics Authority) mierzy powierzchnię 64,90 km².

### Barangay
Orani podzielony jest politycznie na 29 barangay'ów. Każdy z nich składa się z puroków, a niektóre mają sitio.
| Barangay         | Odsetki populacji | Populacja (2020) | Populacja (2015) |
| ---------------- | ----------------- | ---------------- | ---------------- |
| Apollo           | 2,65%             | 1865             | 1955             |
| Bagong Paraiso   | 4,43%             | 3119             | 2835             |
| Balut            | 1,80%             | 1263             | 1355             |
| Bayan            | 9,07%             | 6378             | 6018             |
| Calero           | 1,99%             | 1402             | 1438             |
| Centro I         | 0,70%             | 491              | 501              |
| Centro II        | 0,62%             | 434              | 431              |
| Dona             | 2,54%             | 1788             | 1249             |
| Kabalutan        | 4,29%             | 3019             | 2462             |
| Kaparangan       | 4,23%             | 2975             | 3021             |
| Maria Fe         | 3,12%             | 2192             | 2146             |
| Masantol         | 0,75%             | 530              | 690              |
| Mulawin          | 6,75%             | 4746             | 4380             |
| Pag-asa          | 3,98%             | 2802             | 2486             |
| Paking-Carbonero | 1,32%             | 927              | 1164             |
| Palihan          | 3,58%             | 2521             | 2581             |
| Pantalan Bago    | 3,23%             | 2269             | 2250             |
| Pantalan Luma    | 7,98%             | 5612             | 5563             |
| Parang Parang    | 1,86%             | 1305             | 1407             |
| Puksuan          | 0,89%             | 625              | 645              |
| Sibul            | 1,94%             | 1366             | 1283             |
| Silahis          | 0,83%             | 583              | 510              |
| Tagumpay         | 3,63%             | 2551             | 2003             |
| Tala             | 2,32%             | 1632             | 1467             |
| Talimundoc       | 3,57%             | 2511             | 2493             |
| Tapulao          | 7,01%             | 4928             | 5023             |
| Tenejero         | 2,38%             | 1672             | 1968             |
| Tugatog          | 11,57%            | 8138             | 6856             |
| Wawa             | 0,99%             | 698              | 729              |

## Demografia
W 1903 roku na terenie Orani żyło 5787 ludzi. Według spisu ludności z 2020 roku na obszarze gminy Orani mieszkało 70 342 mieszkańców.

## Etymologia
Według legendy, podczas gdy Hiszpan eksplorował gęsty las w dzisiejszej miejscowości Orani w Bataanie, natknął się na tubylca ścinającego duże drzewo. Kiedy Hiszpan zapytał o nazwę drzewa, tubylec odpowiedział „narra”. Jednak Hiszpan źle zrozumiał i pomyślał, że tubylec powiedział „no ira”, co po hiszpańsku oznacza „bezinteresowny”. Hiszpan przestawił litery z tych słów, tworząc nazwę „Orani”, która ostatecznie stała się oficjalną nazwą gminy.

## Ekonomia
Według danych z 2021 roku Orani posiada 830,50 hektarów powierzchni uprawy ryżu palay. Szacuje się, że plony wynoszą 4323,75 ton metrycznych, czyli 93 995 cavanów ryżu. Średnia produkcja wynosi 5,21 tony metrycznej na hektar pola ryżowego, czyli 113 cavanów.
W 2021 roku w Orani pracowało 3042 rybaków na pełen etat. Rybacy wykorzystują flotę składającą się z 496 łodzi motorowych i 26 jednostek pływających bez napędu. Lokalny przemysł rybny jest również wspierany przez scentralizowany port rybny, który pełni funkcję centrum połowowego, w którym odbywają się czynności związane z wędzeniem, suszeniem i soleniem ryb. Ta infrastruktura komunalna skutecznie zaspokaja potrzeby lokalnej społeczności rybackiej.
Roczny przychód regularny spółki Orani za rok fiskalny 2016 wyniósł 160,961,913.60 ₱.

## Osoby

### Ludzie urodzeni w Orani
- Geraldine Roman – filipińska polityczka